# Rugomera
Rugomera är ett periodiskt vattendrag i Burundi.   Det ligger i provinsen Karuzi, i den centrala delen av landet, 80 kilometer öster om huvudstaden Bujumbura.
Omgivningarna runt Rugomera är en mosaik av jordbruksmark och naturlig växtlighet. Runt Rugomera är det tätbefolkat, med 331 invånare per kvadratkilometer.